# Vorsee-Wegenried
Das Gebiet Vorsee-Wegenried ist ein vom Regierungspräsidium Südwürttemberg-Hohenzollern am 6. August 1971 durch Verordnung ausgewiesenes Naturschutzgebiet auf dem Gebiet der Gemeinde Wolpertswende im Landkreis Ravensburg.

## Lage
Das Naturschutzgebiet Vorsee-Wegenried liegt östlich der Ortschaft Vorsee, etwa 1,8 km südwestlich des Ortszentrums von Wolpertswende. Das Gebiet gehört zum Naturraum Oberschwäbisches Hügelland und ist Teil des FFH-Gebiet Feuchtgebiete um Altshausen und des Vogelschutzgebiet Blitzenreuter Seenplatte mit Altshauser Weiher. Der nördliche Teil ist als Bannwald Wegmoosried ausgewiesen, der südliche Teil gehört zum Schonwald Schönenberg. 

## Landschaftscharakter
Im Süden des Gebiets liegt der namensgebende, etwa 8 Hektar große Vorsee, der über den Vorseebach zum nahen Schreckensee entwässert wird. Er ist umgeben von Streuwiesen, Riedflächen und Feuchtgebüsch. Im Osten grenzt ein Waldbestand an. Der nördliche Gebietsteil umfasst ein Hochmoor mit einem lichten Spirken-Moorwald. Östlich davon befinden sich weitere Pfeifengras-Streuwiesen.

## Flora und Fauna
Im Gebiet kommen zahlreiche hochmoortypische Arten vor. Unter anderem wurden die Rosmarinheide, die Strauchbirke, die Faden-Segge, der Rundblättrige Sonnentau, die Sumpf-Weichorchis, der Fieberklee, der Sumpf-Haarstrang, das Gewöhnliche Fettkraut und die Blasenbinse gefunden. Auch die Bekassine kann im Gebiet beobachtet werden.